# Liste der Stolpersteine in Edermünde
Die Liste der Stolpersteine in Edermünde enthält alle Stolpersteine, die im Rahmen des gleichnamigen Projekts von Gunter Demnig in Edermünde im nordhessischen Schwalm-Eder-Kreis verlegt wurden. Mit ihnen soll an Opfer des Nationalsozialismus erinnert werden, die in Edermünde lebten und wirkten.

## Verlegte Stolpersteine
| Nr. | Person, Inschrift                                                                                         | Adresse         | Ortsteil | Verlege- datum | Bild | Weitere Informationen |
| --- | --- | --------------- | -------- | -------------- | --- | --- |
|     | Hier lehrte Heinrich Treibert Jg. 1898 verhaftet Juni 1933 gefoltert im Keller Karlshof 1933 KZ Breitenau | Klapperweg 30 · | Besse    | 12. Mai 2010   | Bild gesucht Die Wikipedia wünscht sich an dieser Stelle ein Bild vom Ort mit diesen Koordinaten 51.2228321 9.3912224 . Motiv: Stolperstein Heinrich Treibert Falls du dabei helfen möchtest, erklärt die Anleitung , wie das geht. BW | Heinrich Treibert wurde am 31. März 1898 in Treysa geboren. Nach der Lehrerausbildung und Kriegsteilnahme als Lehrer in Treysa, Merzhausen und Besse tätig. 1928 kandidierte er für den Preußischen Landtag. Er wurde 1929 zum Landrat des Kreises Fritzlar ernannt und war damals mit 31 Jahren der jüngste Landrat in Preußen. |